# Mukhtar Mohamed Hussein

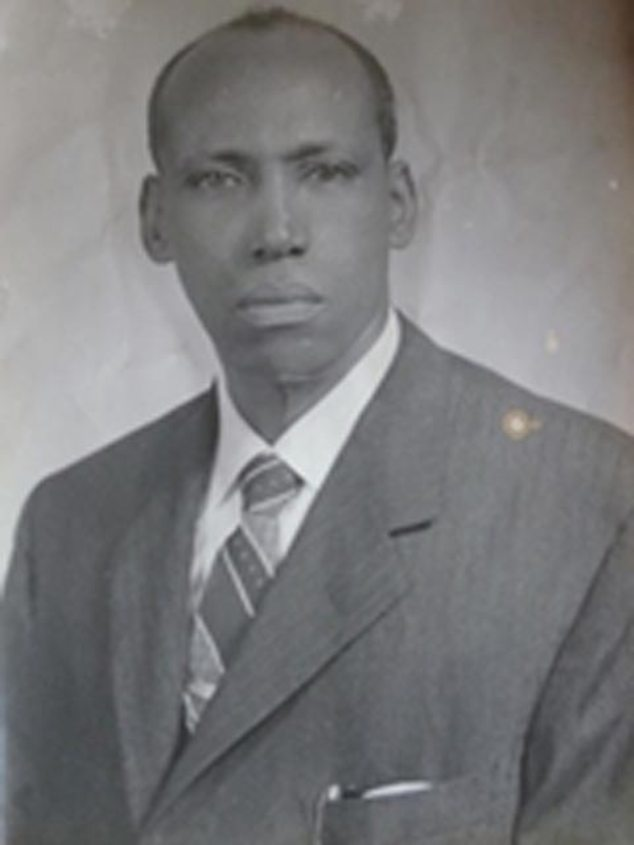

Sheikh Mukhtar Mohamed Hussein (somali:  Sheekh Mukhtaar Maxamed Xuseen, em árabe: الشيخ محمد حسين مختار‎; 1912 – 12 de junho de 2012) foi o presidente do parlamento somali e, brevemente,  presidente interino da Somália em 1969. 